# فرودگاه دریاچه وینومین
فرودگاه دریاچه وینومین (به انگلیسی: Wunnummin Lake Airport) یک فرودگاه همگانی با کد یاتا WNN است که یک باند فرود شن دارد و طول باند آن ۱۰۷۰ متر است. این فرودگاه در کشور کانادا قرار دارد و در ارتفاع ۲۵۰ متری از سطح دریا واقع شده است.